# St.-Katharinenkirche (Limassol)

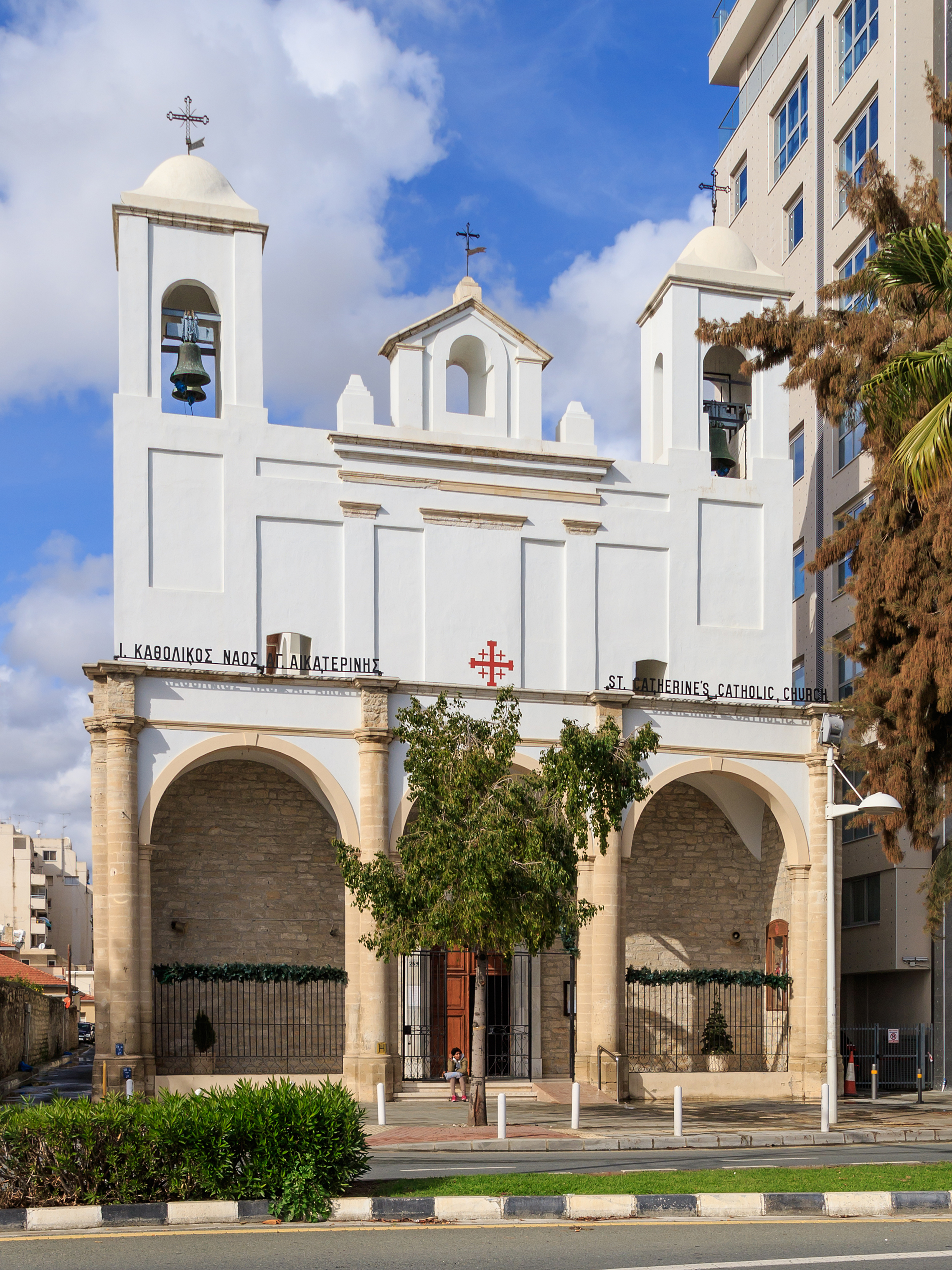
St.-Katharinenkirche

Die St.-Katharinenkirche, auch Kirche der Heiligen Katharina von Alexandria, (griechisch Εκκλησία της Αγίας Αικατερίνης) ist eine römisch-katholische Kirche in Limassol auf Zypern. Sie ist eine Pfarrkirche des Lateinischen Patriarchats von Jerusalem und wird von Franziskaner betreut.

## Architektur und Baugeschichte
Die Kirche, eine dreischiffige Kirche mit barockem Innenraum, wurde zwischen 1872 und 1879 erbaut und am 25. November, dem Fest der Heiligen Katharina von Alexandrien, in Anwesenheit ausländischer diplomatischer Delegationen aus Frankreich, Italien, Österreich, Griechenland und des Gouverneurs von Britisch-Zypern sowie orthodoxer Geistlichkeit offiziell eröffnet.
Die dreischiffige Kirche mit einer einzigen Apsis wurde von Francesco da Monghidoro, einem italienischen Franziskaner und Architekten, entworfen. Im Jahr 1979 wurde sie umfangreich restauriert. Die Einweihung der restaurierten Kirche fand am 15. November 1981 mit einer feierlichen Liturgie unter dem Vorsitz von Pater Ignazio Mancini, dem Kustos der Franziskaner im Heiligen Land, und in Anwesenheit des orthodoxen Bischofs von Limassol, Chrysanthos, statt.
Die heutige Pfarrgemeinde gehört zum Lateinischen Patriarchat von Jerusalem. Gottesdienste werden auf Griechisch, Englisch, Latein, Spanisch, Italienisch, Polnisch, Indisch und in Philippinischer Sprache abgehalten. 
Die Kirche und das Kloster befinden sich in der Jerusalem Street, an der Strandpromenade von Limassol, und untersteht der Verwaltung der Ordensgemeinschaft der Franziskaner. 